# Maria Narișkina
Maria Antonovna  Narișkina (în rusă Мария Антоновна Нарышкина; 1779 - 1854), născută Prințesa Maria Antonovna Svyatopolk-Chetvertinskaya a fost o nobilă poloneză care timp de 13 ani a fost amanta Țarului Alexandru I al Rusiei. 

## Biografie
A fost fiică a unui prinț polonez, Antoni Stanisław Czetwertyński-Światopełk. În 1795 s-a căsătorit cu ofițerul Dmitri Lvovici Narișkin. În 1799, cu aprobarea soțului ei, a intrat într-o relație cu Alexandru, care a devenit țar în 1801. Era plăcută de familia lui Alexandru, cu excepția soției acestuia, împărăteasa Elisabeta Alexeievna.
Maria a fost descrisă ca având farmec și cu abilitatea de a atrage oamenii; era numită "Aspasia a Nordului". În 1803, a încercat să-l determine pe Alexandru să divorțeze și să se căsătorească cu ea însă n-a avut succes. L-a însoțit pe țar la Congresul de la Viena din 1815, lucru care i-a adus publicitate negativă țarului.
Maria a avut o fiică nelegitimă cu Alexandru - Sofia; și un fiu Emanuel, care nu a fost admis de soțul ei și e posibil să fi fost copilul țarului.
Copii ei au fost:
- Zenaida Narișkina (d. 18 mai 1810).
- Sofia Narișkina (1808 - 18 iunie 1824).
- Emanuel Narișkin (30 iulie 1813 - 31 decembrie 1901).

Alexandru a părăsit-o în 1818 și s-a întors la soția lui. El a continuat să vorbească despre ea ca despre familia lui.